# Bagoly Bertalan
Bagoly Bertalan (1923 – ?) magyar labdarúgó.

## Pályafutása
1948-ban a kolozsvári Dermata, 1948 és 1950 között a MATEOSZ, 1950-ben a Bőripari DSE, 1952 és 1956 között a Sztálin Vasmű labdarúgója volt. A dunaújvárosi csapatban 76 bajnoki mérkőzésen szerepelt, ebből 17 volt az élvonalban. Tagja volt az 1953-as idényben a másodosztályban bajnoki címet szerző csapatnak. Összesen 89 NB I-es mérkőzésen szerepelt.
Tagja volt az 1949-es budapesti főiskolai világbajnokságon aranyérmes csapatnak. 1954. február 24-én egyszer szerepelt a magyar C-válogatottban egy Kelet-kínai válogatott elleni mérkőzésen Sanghajban, ahol 3–0-s magyar győzelem született. Részt vett a Honvéd 1957-es dél-amerikai túráján.

## Családja
Édesapja, idősebb Bagoly Bertalan nagyszalontai református lelkész volt. Húga, Tünde Grosics Gyula első felesége volt.

## Sikerei, díjai
Sztálin Vasmű
- Magyar bajnokság – NB II
  - bajnok: 1953